# Nazionale femminile di pallavolo del Bangladesh
La nazionale di pallavolo femminile del Bangladesh è una squadra asiatica ed oceaniana composta dalle migliori giocatrici di pallavolo del Bangladesh ed è posta sotto l'egida della Federazione pallavolistica del Bangladesh.

## Risultati
La nazionale di pallavolo femminile del Bangladesh non ha mai partecipato ad alcuna competizione.